# Robert Politzer

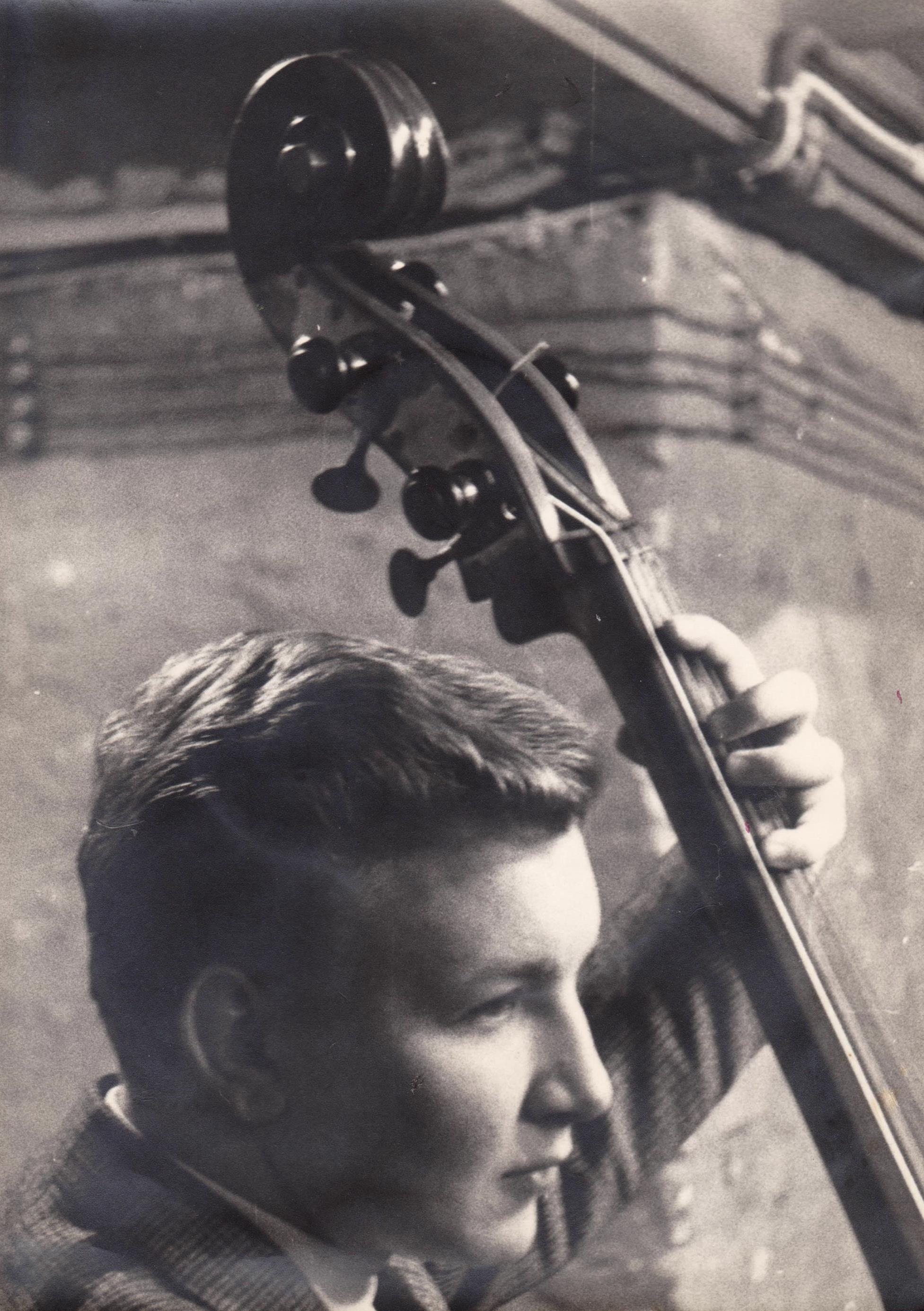
Am Bass bei einer Probe (Jahr unbekannt)

Robert Politzer (* 4. November 1939 in Wien; † 4. Juli 2010 ebenda) war ein österreichischer Jazzmusiker (Trompete, Bass, Tuba, Arrangement, Komposition).

## Leben und Wirken
Politzer studierte Trompete an der Wiener Musikakademie. Seit 1957 war er als Musiker in der Wiener Jazzszene tätig. Er war Mitglied in den Ensembles von Horst Winter, Uzzi Förster, Fatty George (ab 1959), Johannes Fehring (ab 1962), Friedrich Gulda (1965 Mitglied von dessen Euro-Jazz Orchester), Hans Koller und Erich Kleinschuster (1967–1970), an deren Einspielungen er auch beteiligt war. Von 1965 bis 1972 war er als Theatermusiker am Theater an der Wien beschäftigt; seit 1969 war er Lehrer für Jazztrompete am Konservatorium der Stadt Wien, dessen Jazzabteilung er zwischen 1990 und 2000 leitete. Zu seinen Schülern gehören viele jüngere Jazztrompeter Österreichs, etwa Franz Koglmann, Franz Hautzinger, Bumi Fian, Hannes Kottek oder Andy Haderer. Zwischen 1971 und 1981 wirkte er auch als Trompeter, Komponist und Arrangeur der ORF-Big Band. Er leitete die Gruppe Heavyweight und mit Heinz Czadek das Nonett Project Two. Weiterhin nahm er mit Helmut Qualtinger auf. 
1968 erhielt er für das Jazz-Soul-Stück Wie sollen wir Gott lieben einen Preis des Kirchenfunks im ORF. Politzer wurde am Friedhof Oberlaa (Gruppe 16, Reihe 11, Nummer 6) in Wien bestattet.

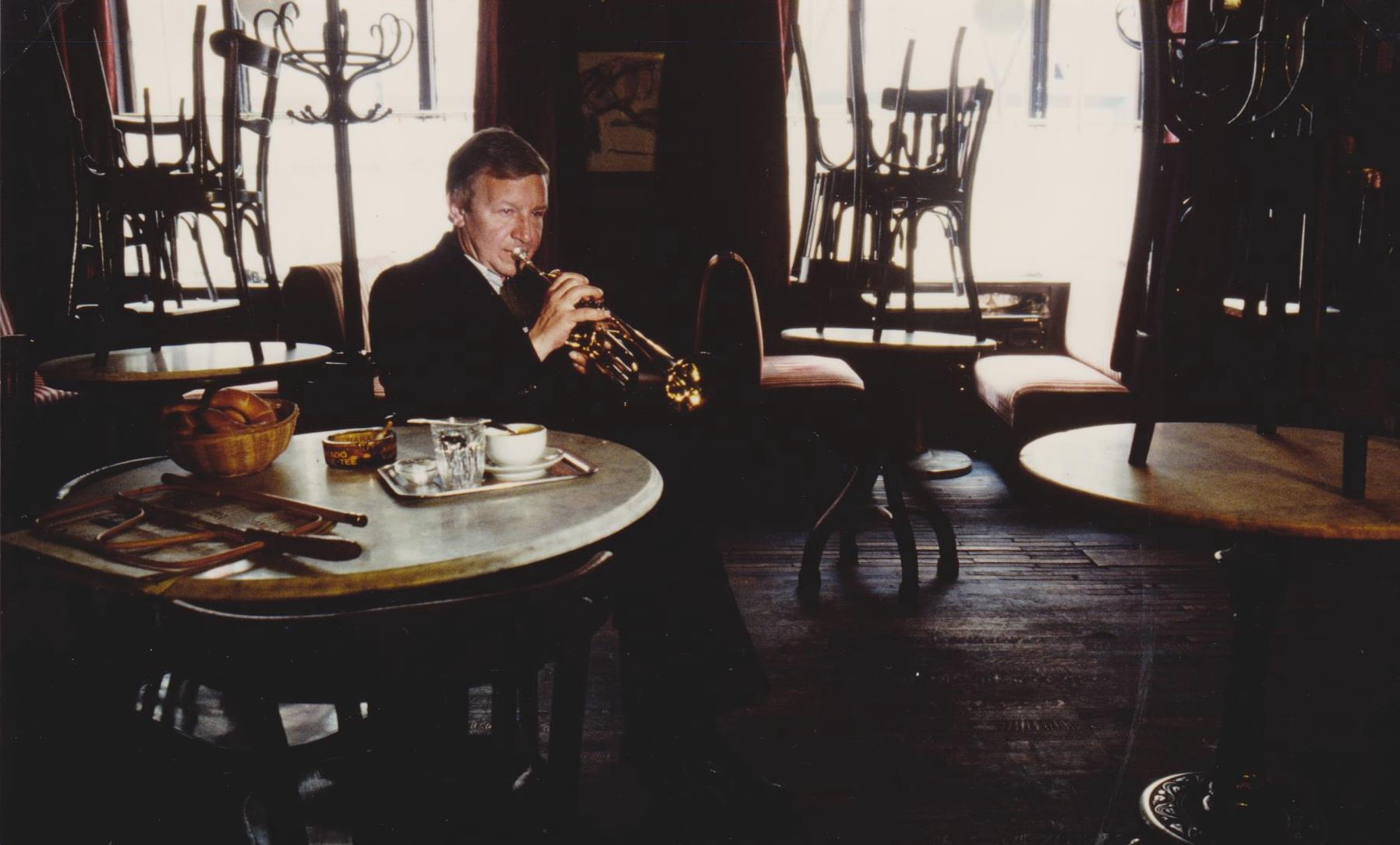
Robert Politzer posierend mit Trompete, 1988

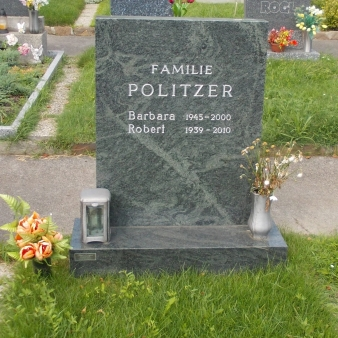
Grabstätte von Robert Politzer

## Lexigraphische Einträge
- Österreichisches Musiklexikon